# Дзержинский (лек крайцер, 1950)
Дзержинский e лек крайцер на ВМФ на СССР от проекта 68-бис, „Свердлов“.

## История на строителството
Заводски номер: 374.
- 3 декември 1947 г. – зачислен в списъците на ВМФ.
- 21 декември 1948 г. – заложен в КСЗ № 444 („Завод А. Марти“, Николаев).
- 31 август 1950 г. – спуснат на вода.
- 18 август 1952 г. – въведен в строй.

## История на службата
На 30 август 1952 г. – влиза в състава на ЧЧФ (Червенознаменен Черноморски флот). От 1953 г. е в състава на 50-та дивизия крайцери на ескадрата на Черноморския флот.
Към края на 1955 г. на основата на изпълнената предескизна работа, конструкторското бюро определя оптимален вариант: разполагане на ракетна пускова установка за зенитния ракетен комплекс М-2 на мястото на свалената кърмова кула на главния калибър (номер 3) с едновремена прекомпоновка на снарядния погреб на тази кула като хранилище за ракети. Измененията по кораба са подтвърдени от направените изчисления за запазване на устойчивостта и непотопимостта. През февруари 1956 г. Главкомът на ВМФ утвърждава ТТ задание за проекта 70-Е.
- 15 октомври 1957 г. – 24 декември 1958 г. – модернизиран и преустроен в „Севморзавод“ в Севастопол по проекта 70-Е. Главен конструктор на проекта е К. И. Трошков. В процеса на преоборудването на кораба са свалени: третата кула, кърмовия далекомерен пост, осем 37 mm автомата В-11 и торпедното въоръжение. Вместо тях са монтирани: един експериментален ЗРК М-2 със стабилизирана ПУ СМ-64, погреб за 10 ЗУР В-753, система за управление „Корвет“ и РЛС „Кактус“ и „Разлив“. За да се съоръжи погреба, са прорязани три палуби и е съоръжена надстройка с височина 3,3 m.

На 3 август 1961 г. – прекласифициран в учебен кораб.
През 20 – 26 август 1964 г. – визита в Констанца.
През 10 – 14 юли 1967 г. – визита в Порт Саид.
През 5 – 30 юни 1967 г. и 5 – 24 октомври 1973 г. – намирайки се в зоната на военните действия, изпълнява бойна задача по оказване на помощ на въоръжените сили на Египет (Шестдневната война и Войната от Йом Кипур).
През 9 – 12 август 1969 г. – визита във Варна.
През октомври 1969 г. визита в Александрия; 26 – 30 април 1971 г. – визита в Хавър.
През 14 – 18 декември 1971 г. – визита в Латакия.
През март 1976 г. – визита в Тартус.
През април 1976 г. – визита в Сплит.
През 30 юни – 4 юли 1977 г. – визита в Тунис.
През 20 – 25 октомври 1978 г. – визита в Пирея.
През 16 – 20 ноември 1978 г. – визита в Истанбул.
На 19 февруари 1980 г. – изваден от бойния състав на ВМФ, законсервиран и поставен в Севастопол на стоянка.
На 12 октомври 1988 г. – разоръжен и изключен от състава на ВМФ.
На 9 декември 1988 г. – разформирован и предаден в ОФИ за демонтаж и реализация.

## Командири
- май 1952 – октомври 1953 капитан 1-ви ранг Богословский, Александр Тимофеевич;
- 11.1953 – 03.1956 капитан 1-ви ранг Максюта, Юрий Иванович;
- капитан 1-ви ранг Старшинов, Пьотр;
- 1969 – 1972 капитан 1-ви ранг Уланов, Юрий Афанасиевич стар. пом. Кизилов, Борис Михайлович.

## Тактически номер
| Дата | Тактически номер |
| ---- | ---------------- |
| 1953 | 11               |
| 1954 | 37               |
| 1956 | 12               |
|      | 107              |
| 1958 | 516              |
| 1965 | 195              |
| 1967 | 145              |
| 1967 | 630              |
| 1969 | 159              |
| 1970 | 542              |
| 1970 | 846              |
| 1970 | 849              |
| 1971 | 847              |
| 1971 | 849              |
| 1971 | 856              |
| 1974 | 854              |
| 1976 | 850              |
| 1977 | 855              |
| 1977 | 859              |
| 1978 | 195              |
| 1979 | 106              |
|      | 104              |
| 1980 | 101              |
| 1987 | 106              |
|      | 045              |
|      | 848              |
|      | 858              |